# ORP Orzeł (sommergibile 1938)
Lo ORP Orzeł ("aquila" in lingua polacca) fu un sommergibile della marina militare polacca, prima unità della omonima classe di due sommergibili oceanici (oltre a questa nave vi era anche il ORP Sęp). Entrambi vennero costruiti nei Paesi Bassi nel 1938 come versione modificata dei battelli classe O-19.

## Storia

### Campagna di Polonia
All'inizio dell'invasione della Polonia l'Orzeł era attraccata ad Oksywie. Secondo il Piano Worek, il sottomarino venne schierato di pattuglia in una zona strategica designata del Mar Baltico. L'equipaggio ricevette l'ordine di attaccare il pre-dreadnought Schleswig-Holstein, se avesse lasciato Danzica. Con il rapido deterioramento della situazione, l'Orzel abbandonò il suo settore il 4 settembre e iniziò a ritirarsi nel Mar Baltico. Il sottomarino venne attaccato dai dragamine tedeschi M3 e M4 e danneggiato, ma sfuggì alla distruzione quella sera.

### La fuga in Gran Bretagna

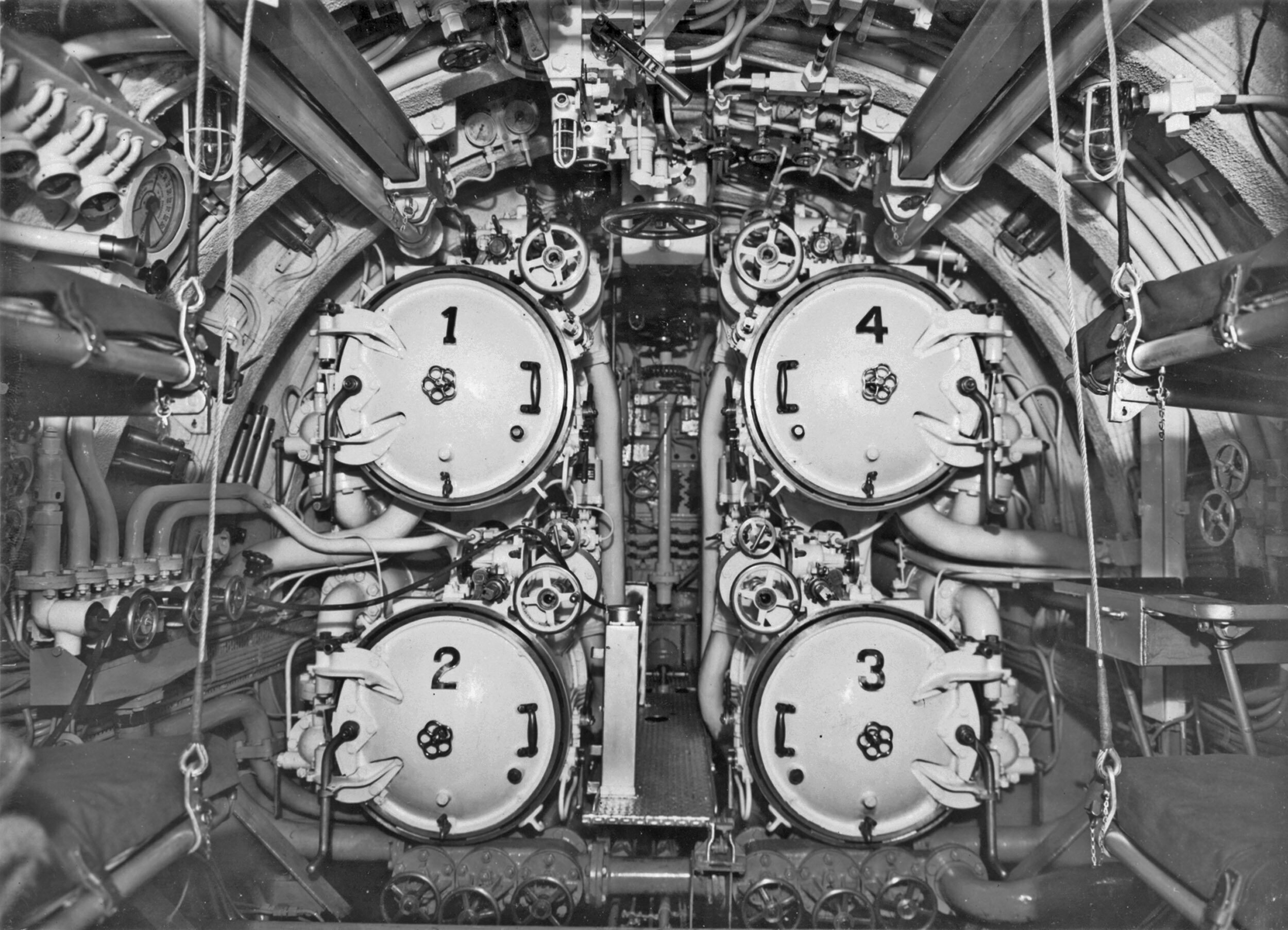
La sala siluri di prua

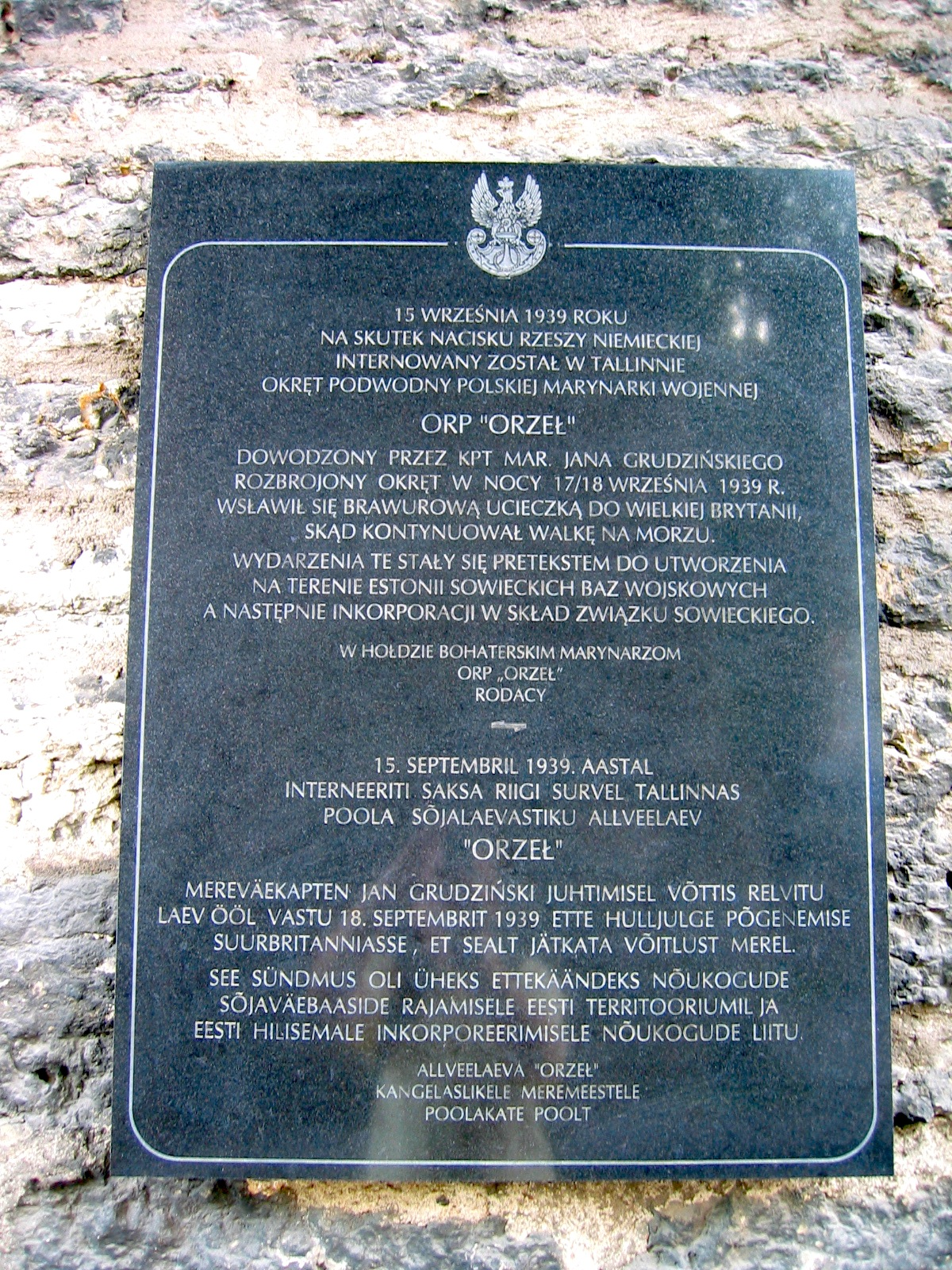
Targa in polacco ed estone che commemora l'incidente dell'Orzeł e la fuga del sottomarino Orzeł nel 1939, Museo marittimo estone, Tallinn

L'equipaggio dell'Orzel decise di dirigersi a Tallinn, in Estonia, a causa del danno. L'Orzeł raggiunse Tallinn il 14 settembre 1939. Il 15 settembre il capitano, il tenente comandante Henryk Kłoczkowski, venne costretto a lasciare il sottomarino per sottoporsi a cure ospedaliere per un'ignota malattia di cui soffriva dall'8 settembre. Ai sensi della Convenzione dell'Aia del 1907, sezione XIII, articolo 12, le "navi belligeranti" potevano entrare in un porto neutrale ma era proibito rimanervi per "più di ventiquattro ore". Su insistenza della Germania, le autorità militari estoni salirono a bordo della nave, internarono l'equipaggio, confiscarono tutti gli aiuti alla navigazione e le mappe ed iniziarono a rimuovere tutti i suoi armamenti. Tuttavia, solo quindici dei suoi venti siluri vennero rimossi prima che il cavo del paranco si aprisse; questo perché era stato segretamente sabotato dal suo nuovo comandante, l'ex ufficiale capo, il tenente Jan Grudzinski.
L'equipaggio dell'Orzeł cospirò insieme per compiere un'audace fuga. Intorno alla mezzanotte del 18 settembre, le guardie estoni del sottomarino vennero sopraffatte, le cime di ormeggio vennero tagliate e l'Orzeł prese il via. Venne lanciato l'allarme e la sua torre di comando venne colpita dal fuoco delle mitragliatrici. Correndo semisommersa, l'Orzeł si arenò su una sbarra all'imboccatura del porto, dove il fuoco dell'artiglieria danneggiò le sue apparecchiature senza fili. Grudzinski riuscì a far uscire la barca dalla sbarra facendo saltare i suoi cardini armati e procedette fuori dal Golfo di Finlandia, con l'intenzione di salpare per un porto britannico: l'equipaggio aveva sentito un rapporto radiofonico che il sottomarino polacco Wilk era stato accolto con favore in Gran Bretagna.
L'Orzel fuggì da Tallinn con due guardie estoni a bordo come ostaggi. La stampa estone e tedesca che coprivano l'incidente dell'Orzeł dichiararono le due guardie catturate disperse in mare. Grudzinski li fece sbarcare in Svezia, fornendo loro vestiti, denaro e cibo per il loro sicuro ritorno in patria. L'equipaggio polacco credeva che "chi torna dagli inferi merita di viaggiare solo in prima classe". La fuga del sottomarino Orzeł venne usata dall'Unione Sovietica e dalla Germania per sfidare la neutralità estone.

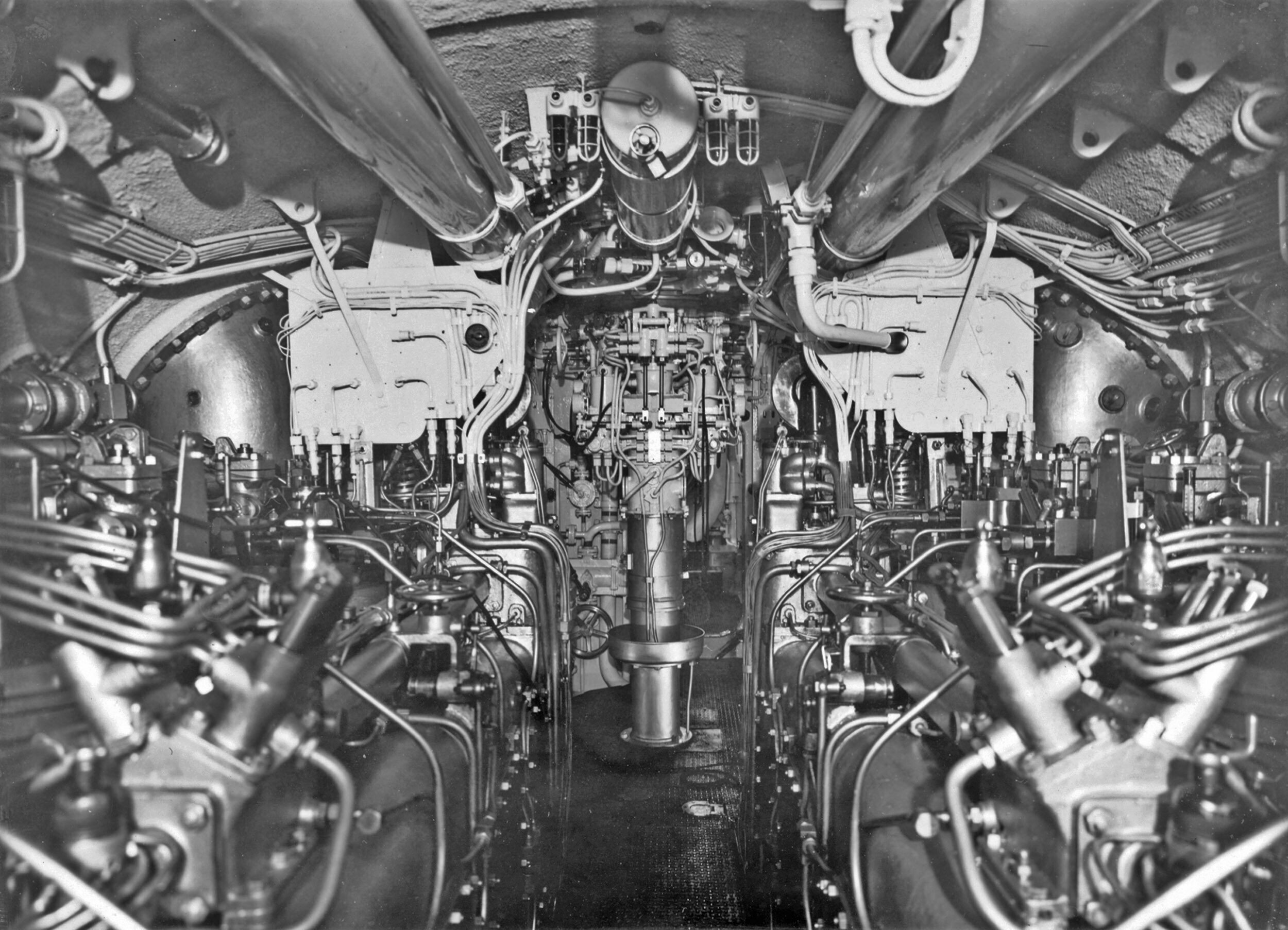
La sala macchine

Poiché le carte nautiche dell'Orzeł erano state tutte rimosse dalle autorità estoni, il capitano Grudzinski decise di fermare una nave tedesca e prendere le sue carte. Tuttavia, le uniche navi tedesche incontrate erano navi da guerra piuttosto che mercantili. L'unico ausilio alla navigazione rimasto al sottomarino era un elenco di fari e, utilizzandoli come riferimento, l'Orzeł seguì una rotta lungo la costa baltica, intorno alla Danimarca e nel Mare del Nord, dove venne attaccata anche dagli inglesi così come da forze tedesche, poiché senza la sua attrezzatura senza fili non aveva modo di identificarsi.
Quaranta giorni dopo la sua partenza originaria da Gdynia, l'Orzeł approdò al largo della costa orientale della Scozia. Rimase sdraiato sul fondo fino a quando non vennero effettuate riparazioni di emergenza alla radio, quindi riemerse per trasmettere un messaggio in inglese. Un cacciatorpediniere della Royal Navy quindi uscì e la scortò in porto, con sorpresa degli inglesi che avevano pensato che fosse affondata già settimane prima.
L'Orzeł non affondò navi nemiche durante il suo viaggio dall'Estonia alla Gran Bretagna, ma le autorità sovietiche l'accusarono di aver affondato la petroliera sovietica Metallist nel golfo della Narva il 26 settembre e usarono l'incidente come pretesto per l'invasione sovietica dell'Estonia.

### Campagna di Norvegia

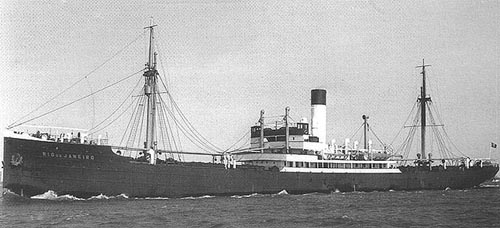
La nave clandestina tedesca Rio de Janeiro

Dopo un riequipaggiamento, l'Orzeł venne assegnato alla 2nd Submarine Flotilla della Royal Navy e venne assegnato a missioni di pattugliamento. Poco dopo mezzogiorno dell'8 aprile 1940 affondò la nave trasporto truppe clandestina tedesca da 5261 tonnellate di stazza Rio de Janeiro al largo del piccolo villaggio portuale di Lillesand nella Norvegia meridionale, uccidendo centinaia di soldati tedeschi destinati all'invasione della Norvegia. La Rio de Janeiro si stava dirigendo verso Bergen per prendere parte ai primi sbarchi dell'operazione Weserübung – l'invasione della Norvegia e mossa di apertura della Campagna di Norvegia. La notizia che diverse centinaia di soldati tedeschi erano stati salvati dalla marina norvegese e alcuni avevano ammesso la loro intenzione di occupare la Norvegia giunse al parlamento norvegese quella sera, ma la notizia venne respinta e non vennero prese misure per allertare la loro Marina o la loro Guardia Costiera dell'imminente invasione. Due giorni dopo l'Orzeł lanciò un siluro contro il dragamine tedesco V 705; tuttavia, venne costretta a immergersi prima che potesse essere confermato l'affondamento della nave tedesca. La nave non venne danneggiata dai siluri.

## L'affondamento

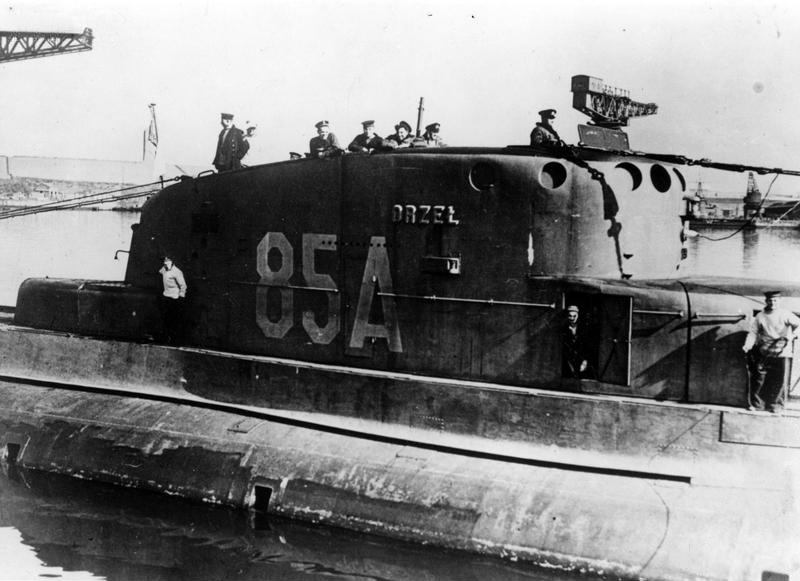
Orzeł nel Regno Unito

Il 23 maggio 1940 l'Orzeł partì per la sua settima pattuglia nel Mare del Nord centrale. Il 1° e il 2 giugno, vennero trasmessi messaggi radio dalla base navale di Rosyth che ordinava alla nave di modificare la sua area di pattugliamento e procedere verso lo Skagerrak (lo stretto che separa la Norvegia e la Svezia dalla penisola danese dello Jutland). Non era stato ricevuto nessun segnale radio da esso da quando era salpato e il 5 giugno all'Orzeł venne ordinato di tornare alla base. Non venne confermata nessuna ricezione. L'8 giugno 1940 il sottomarino venne dichiarato ufficialmente disperso. La vera causa è sconosciuta, anche se si ritiene comunemente che l'Orzeł abbia colpito molto probabilmente una mina marina britannica o tedesca all'interno o nelle vicinanze dello Skagerrak. Un'altra teoria suggerisce che la barca potrebbe essere stata affondata per errore da un aereo britannico.

## La ricerca del relitto
Tra il 2008 e il 2017 una serie di spedizioni polacche, sia private che finanziate con fondi pubblici, perquisirono la regione del Mare del Nord dove era scomparso con la speranza di trovare la sua ultima dimora. Vennero individuati relitti di varie altre navi, ma l'Orzeł non fu tra questi e alla fine il destino della nave rimane sconosciuto.
Nel giugno 2013 la marina polacca, in seguito alle segnalazioni di un relitto di un grande sottomarino sconosciuto trovato nel Mare del Nord, ha condotto un'altra spedizione per verificare se la nave potesse essere l'Orzeł. Il relitto è stato esaminato e identificato come HMS J6. Nel 2017 un'altra spedizione privata ha trovato un relitto precedentemente sconosciuto che hanno identificato come molto probabilmente HMS Narwhal sulla base dei dati del sonar.
Il 23 maggio 2020, 80 anni dopo la partenza di Orzeł per il suo ultimo pattugliamento, la Shipwreck Expeditions Association ha annunciato una partnership per la ricerca del relitto in collaborazione con l'Università marittima di Stettino, con l'assistenza della Cancelleria del Primo ministro della Repubblica di Polonia e del Ministero dell'Economia Marittima e della Navigazione Interna. La ricerca sta attualmente entrando nella fase logistica e di preparazione della prima spedizione.